# 장 탕플랭
야누시 탕플랭(프랑스어: Janusz Templin, 1928년 12월 14일, 폴란드 바라나비치 ~ 1980년 11월 23일, 로렌 지방 방되브르-레-낭시)은 흔히 장 탕플랭(프랑스어: Jean Templin)으로도 알려진 프랑스의 전 축구 스트라이커이다.

## 수상
랭스
- 디비시옹 1: 1952–53, 1954–55
- 쿠프 드 프랑스: 1949–50
- 트로페 데 샹피옹: 1955
- 코파 라티나: 1953
- 유러피언컵 준우승: 1955–56